# Nimmersatt (Vogel)
Der Nimmersatt (Mycteria ibis) ist ein Vogel aus der Familie der Störche (Ciconiidae). Die den Ibissen ähnlich sehenden Nimmersattstörche sind in Afrika südlich der Sahara und auf Madagaskar verbreitet.

## Merkmale

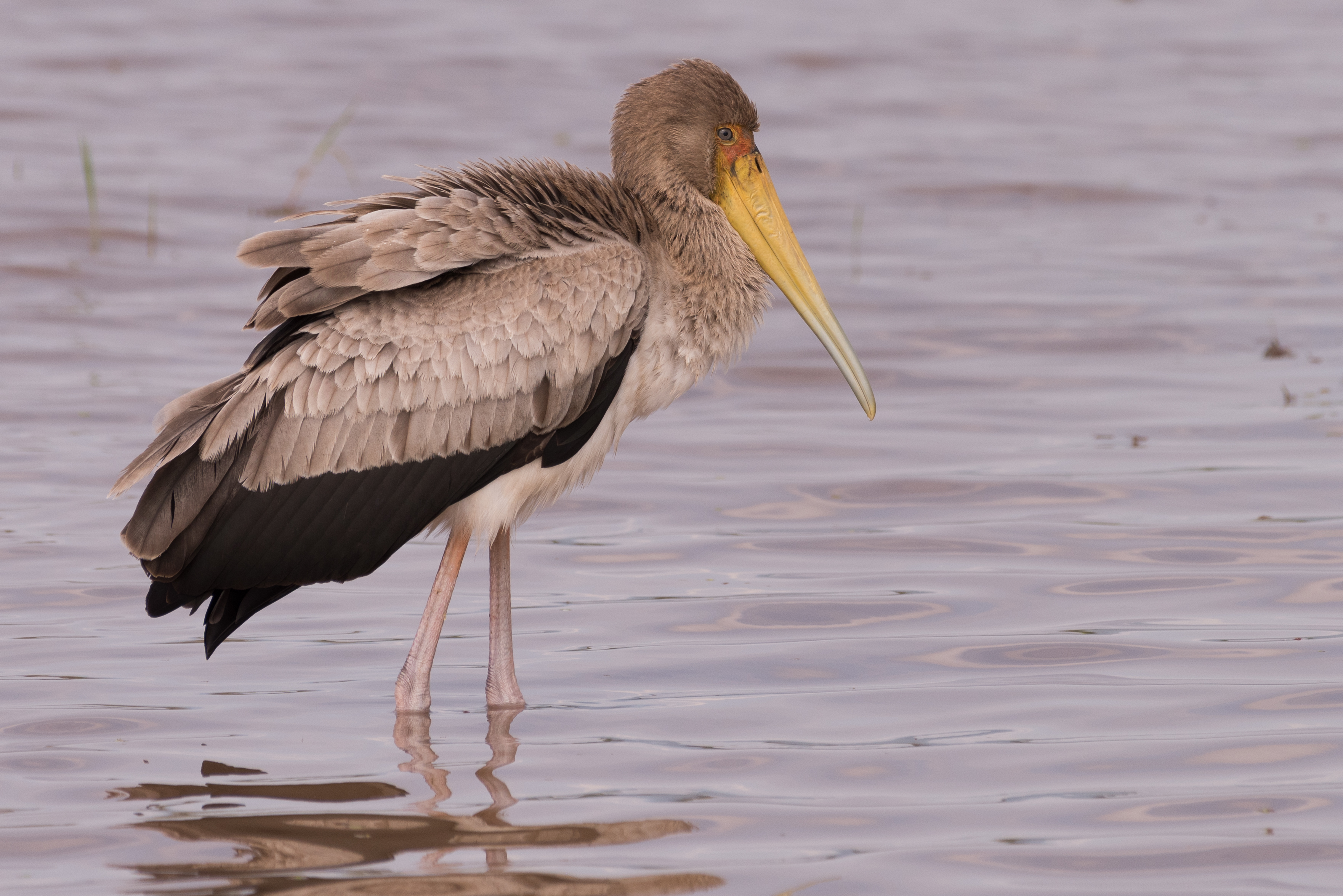
Juveniler Nimmersatt, Lake Manyara National Park, Tansania

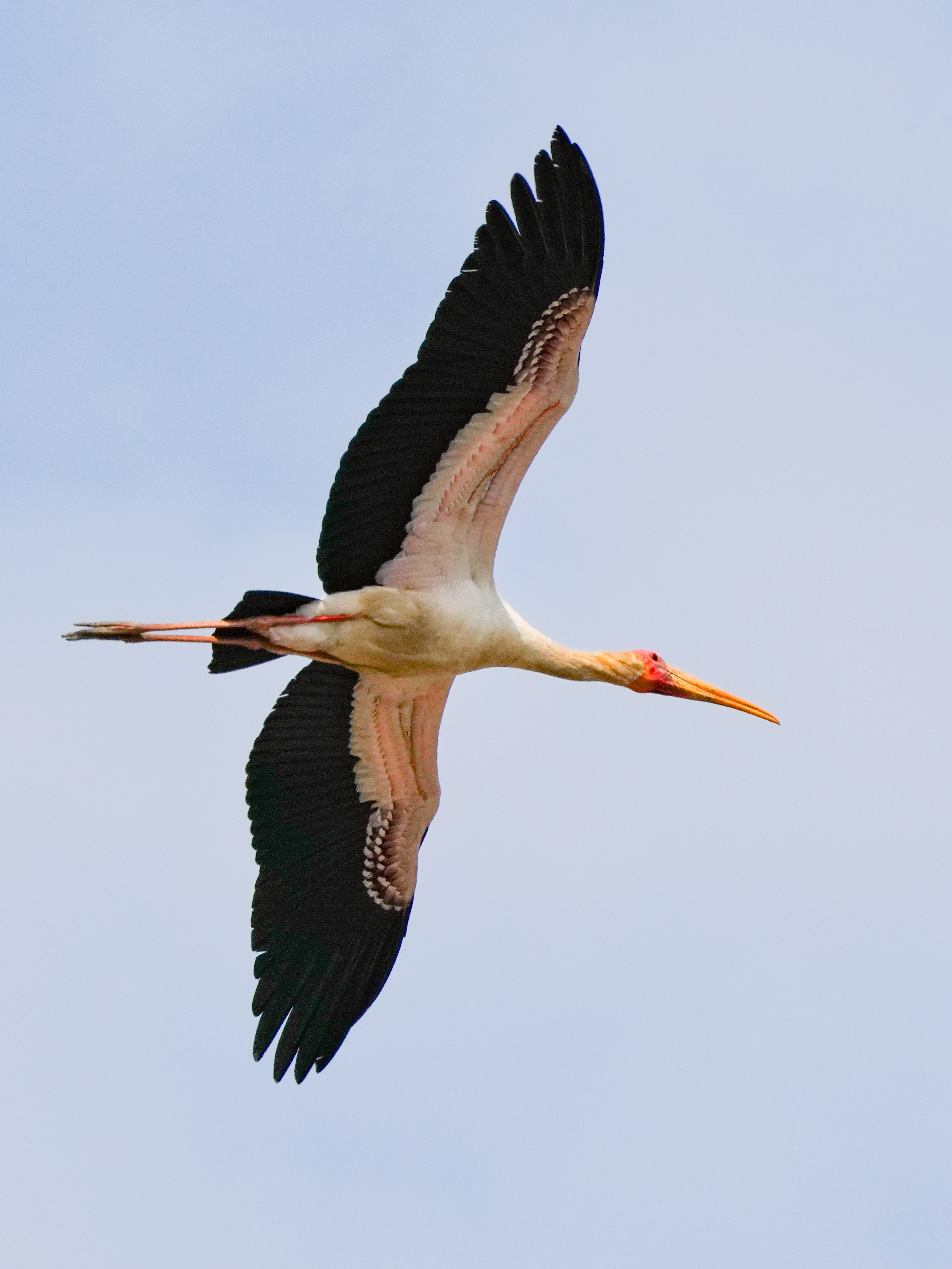
Adultes Tier im Flug, Sambia

Der Nimmersatt wird etwa 90–105 cm groß, womit er ein mittelgroßer Storch ist. Sein Körper ist weiß mit einem kurzen schwarzen Schwanz, der bei frischer Mauser grün und violett schimmert. Der Schnabel ist gelb, am Ende leicht gebogen und hat einen runderen Querschnitt als bei anderen Störchen außerhalb der Gattung der Nimmersatte. Die Befiederung reicht bis zum Kopf und Hals direkt hinter den Augen, während Gesicht und Stirn von tiefroter Haut bedeckt sind.
Beide Geschlechter sehen ähnlich aus, das Männchen ist jedoch größer und hat einen etwas längeren, schwereren Schnabel. Männchen und Weibchen wiegen etwa 2,3 kg bzw. 1,9 kg.
Während der Brutzeit wird die Färbung intensiver. Das Gefieder an den Oberflügeln und am Rücken nimmt eine rosa Färbung an; auch die normalerweise braunen Beine verfärben sich leuchtend rosa; Schnabel und Gesicht sind intensiver gefärbt.
Jungtiere sind graubraun mit einem matten, teilweise kahlen orangefarbenen Gesicht und einem gelblichen Schnabel. Die Beine und Füße sind braun und das Gefieder ist überall schwarzbraun. Beim Flüggewerden beginnt sich eine lachsrosa Färbung der Unterflügel zu entwickeln und nach etwa einem Jahr ist das Gefieder grauweiß. Auch die Flugfedern an Schwanz und Flügel werden schwarz. Später kommt es zu der für adulte Vögel typischen rosa Färbung.
Diese Störche gehen mit einem hohen Pirschgang auf dem Grund flacher Gewässer. Ihre ungefähre Gehgeschwindigkeit wurde mit 70 Schritten pro Minute aufgezeichnet. Sie fliegen mit abwechselnden Schlag- und Gleitphasen, wobei die Geschwindigkeit der Flügelschläge durchschnittlich 177–205 Schläge pro Minute beträgt. Normalerweise schlagen sie nur für kurze Strecken mit den Flügeln und fliegen oft mehrere Kilometer in Segel- und Gleitflug, um sich zwischen Brutkolonien oder Schlafplätzen und Nahrungsplätzen fortzubewegen. Durch das Gleiten in der Thermik und das Gleiten in Kurven können sie große Distanzen zurücklegen, ohne viel Energie zu verbrauchen. Beim Abstieg aus großen Höhen wurde beobachtet, dass der Nimmersatt mit hoher Geschwindigkeit tief abtaucht und sich immer wieder von einer Seite zur anderen dreht, wodurch er beeindruckende Kunstflüge vorführt. Um zu ruhen, begeben sich Nimmersatte – wie Marabus – in eine Haltung, die auf den Menschen wirkt, als würden sie mit nach vorn zeigenden Unterschenkeln knien. In Wirklichkeit stehen sie dabei gemäß Vogelskelett auf den Fersen, abgestützt durch die umgeklappten Läufe.
Diese Art ist im Allgemeinen stimmlos, stößt jedoch während der Brutzeit bei gesellschaftlichen Darbietungen zischende Falsettschreie aus. Diese Störche klappern auch in Brutkolonien mit Schnäbeln und machen einen hörbaren Flügelschlag. Nestlinge stoßen einen lauten, andauernden, monotonen Schreiruf aus, um ihre erwachsenen Eltern um Futter anzubetteln.

## Verbreitung und Lebensraum
Der Nimmersatt kommt hauptsächlich in Ostafrika vor, ist aber weit verbreitet in Gebieten, die sich von Senegal und Somalia bis nach Südafrika und in einigen Regionen im Westen Madagaskars erstrecken. Bei einer Beobachtung einer gemischten Vogelkolonie am Tana-Fluss in Kenia wurde festgestellt, dass es sich dort um die häufigste Art handelt, wobei 2000 Individuen auf einmal gezählt wurden.
Die Art wandert im Allgemeinen nicht weit, zumindest nicht außerhalb ihres Brutgebiets, macht aber meist kurze Wanderungen, die von Niederschlägen beeinflusst werden. Im Sudan wurden Wanderungen, abhängig von der Regenzeit beobachtet. Über die allgemeinen Zugbewegungen dieses Vogels ist jedoch wenig bekannt. Es kann sein, dass er einfach migriert, um Gebiete zu meiden, in denen die Wasser- oder Niederschlagsbedingungen für die Nahrungsaufnahme von Beute ungünstig sind. Einige Populationen legen beträchtliche Distanzen zwischen Nahrungs- oder Brutstätten zurück; normalerweise durch Verwendung von Thermik zum Steigen und Gleiten. Es wurde festgestellt, dass andere lokale Populationen sesshaft sind und das ganze Jahr über in ihren jeweiligen Lebensräumen bleiben.
Zu den bevorzugten Lebensräumen gehören Feuchtgebiete, flache Seen und Wattenmeere, die normalerweise 10–40 cm tief sind. In Zentralafrika werden waldreiche Regionen, sowie überschwemmte Gebiete und tiefe, ausgedehnte Gewässer gemieden, da die Nahrungsbedingungen dort für die typischen Fresstechniken des Greifens und Rührens ungeeignet sind.
Diese Art brütet vor allem in Kenia und Tansania. Obwohl bekannt ist, dass er in Uganda brütet, wurden dort keine Brutstätten registriert. Es wurde festgestellt, dass es auch in Malakol im Sudan und oft in ummauerten Städten in Westafrika von Gambia bis Nordnigeria brütet. Weitere Brutstätten sind Zululand in Südafrika und Nord-Botswana, sie sind jedoch seltener unterhalb von Nord-Botswana und Simbabwe, wo die Standorte gut bewässert sind. Auch in Madagaskar wurden Jungvögel beobachtet.

## Lebensweise

### Ernährung und Jagd
Die Nahrung dieses Storches besteht hauptsächlich aus kleinen Süßwasserfischen mit einer Länge von etwa 60–100 mm und maximal 150 g, die er im Ganzen verschlingt. Sie ernähren sich auch von Krebstieren, Würmern, Wasserinsekten, Fröschen und gelegentlich von kleinen Säugetieren und Vögeln.
Diese Art scheint zum Erkennen und Fangen von Beute hauptsächlich auf den Tastsinn und nicht auf das Sehen angewiesen zu sein. Sie fressen geduldig, indem sie mit teilweise geöffneten Schnäbeln durch das Wasser waten und in regelmäßigen Abständen nach Beute suchen. Der Kontakt des Schnabels mit einem Beutegegenstand löst einen schnellen Schnappschnabelreflex aus, bei dem der Vogel seine Mandibeln zuklappt, den Kopf hebt und die Beute im Ganzen verschlingt. Die Geschwindigkeit dieses Reflexes beim eng verwandten Waldstorch (Mycteria americana) wurde mit 25 Millisekunden aufgezeichnet und scheint beim Nimmersatt qualitativ ähnlich entwickelt zu sein.
Zusätzlich zum Schnappschnabelreflex verwendet der Nimmersatt auch eine systematische Fußbewegungstechnik, um ausweichende Beutetiere auszuloten. Er stößt und wirbelt den Grund des Wassers auf, um Beute aus der Bodenvegetation in seinen Schnabel zu treiben. Dabei wird nach mehreren Wiederholungen der Fuß gewechselt. Obwohl sie normalerweise aktive Raubtiere sind, wurde auch beobachtet, dass sie Fische fressen, die von Kormoranen erbrochen wurden.

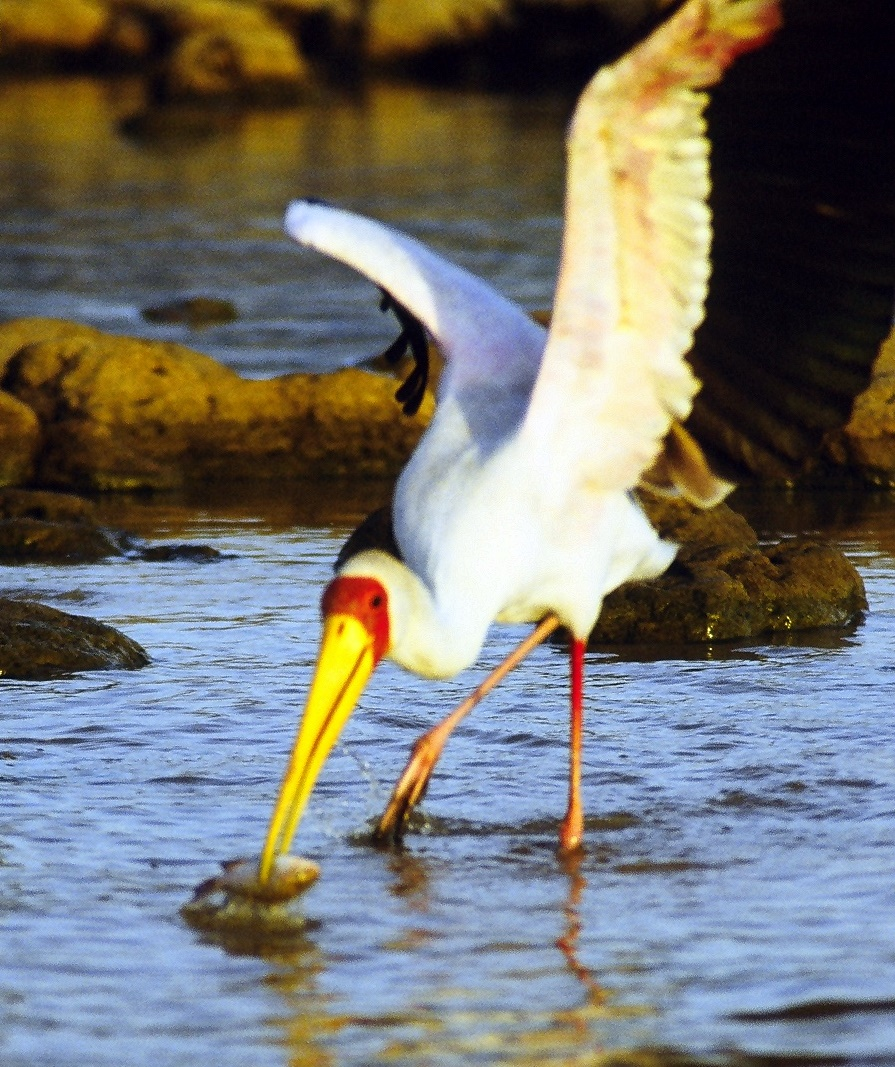
Im flachen Wasser fischender Nimmersatt

Nimmersatte konnten außerdem dabei beobachtet werden, sich bewegenden Krokodilen oder Flusspferden durch das Wasser zu folgen und hinter ihnen zu fressen. Die Nahrungsaufnahme dauert nur kurze Zeit, bevor der Vogel seinen Bedarf deckt und sich wieder ausruht.
Eltern füttern ihre Jungen, indem sie den Fisch auf den Nestboden erbrechen, woraufhin er von den Nestlingen aufgenommen und verzehrt wird. Die Jungen fressen gierig und ein einzelner Nestling erhöht sein Körpergewicht in den ersten zehn Tagen seines Lebens von 50 Gramm auf 600 Gramm. Daher hat diese Art den deutschen Trivialnamen „Nimmersatt“.

### Fortpflanzung

#### Brutsaison
Die Fortpflanzung ist saisonabhängig und scheint durch den Höhepunkt lang anhaltender starker Regenfälle und die daraus resultierende Überschwemmung flacher Sumpfgebiete, meist in der Nähe des Victoriasees, angeregt zu werden. Diese Überschwemmung ist mit einem Anstieg der Verfügbarkeit von Beutefischen verbunden; und die Fortpflanzung ist daher mit diesem Höhepunkt der Nahrungsverfügbarkeit synchronisiert. Indem sie zu dieser Zeit nisten ist eine reichliche Nahrungsversorgung für ihre Jungen gewährleistet.
Der Nimmersatt kann auch nach langen Regenfällen mit dem Nisten und Brüten beginnen. Dies geschieht insbesondere in flachen, ausgedehnten Marschgebieten, wenn der Wasserstand allmählich sinkt und sich die Fische so stark konzentrieren, dass die Störche sich davon ernähren können. Es wurde jedoch auch berichtet, dass ungewöhnliche Regenfälle die Brut außerhalb der Saison im Norden Botswanas sowie im Westen und Osten Kenias auslösen. Regen kann zu lokalen Überschwemmungen und damit zu idealen Nahrungsbedingungen führen. Dieser Storch scheint nur dann zu brüten, wenn Niederschläge und lokale Überschwemmungen optimal sind, und scheint daher in seinem zeitlichen Brutmuster flexibel zu sein, das je nach Niederschlagsmuster auf dem gesamten afrikanischen Kontinent variiert.

#### Paarungsverhalten
Wie bei allen Storchenarten wählen und besetzen die Männchen potenzielle Nistplätze in Bäumen, woraufhin die Weibchen versuchen, sich den Männchen zu nähern. Der Nimmersatt verfügt über ein umfangreiches Repertoire an Balzverhalten in der Nähe und am Nest, das zur Paarbildung und Kopulation führen kann. Im Allgemeinen geht man auch davon aus, dass dieses Balzverhalten allen Mycteria-Arten gemeinsam ist und eine bemerkenswerte Homologie innerhalb der Gattung Mycteria aufweist. Nachdem sich das Männchen zunächst am Nistplatz etabliert hat und sich das Weibchen zu nähern beginnt, zeigt es Verhaltensweisen, die es auf sich aufmerksam machen. Eines davon ist das „Display Preening“, bei dem das Männchen mehrmals auf jeder Seite vorgibt, jeden seiner ausgestreckten Flügel mit dem Schnabel abzustreifen, ohne dass sich der Schnabel effektiv um die Federn schließt. Ein weiteres bei Männern beobachtetes Verhalten ist das Greifen von beweglichen Zweigen. Dabei steht das Männchen auf dem potenziellen Nistplatz und beugt sich vor, um in regelmäßigen Abständen sanft die darunter liegenden Zweige zu ergreifen und loszulassen. Dies geht manchmal mit Schwingungen des Halses und des Kopfes einher.
Im Gegenzug zeigen herannahende Weibchen ihr ganz eigenes Verhalten. Ein solches Verhalten ist die Balancierhaltung, bei der sie mit horizontaler Körperachse und ausgestreckten Flügeln auf das Männchen zugeht, das den Nistplatz besetzt. Später, wenn sich das Weibchen weiterhin einem etablierten Männchen nähert oder bereits in dessen Nähe steht, kann es auch zum Gaping kommen. Dabei ist der Schnabel leicht geöffnet und der Hals etwa 45° nach oben geneigt. Dies kommt häufig in Verbindung mit der Balancierhaltung vor. Dieses Verhalten bleibt normalerweise bestehen, wenn das Männchen das Weibchen akzeptiert und ihr erlaubt hat, das Nest zu betreten.

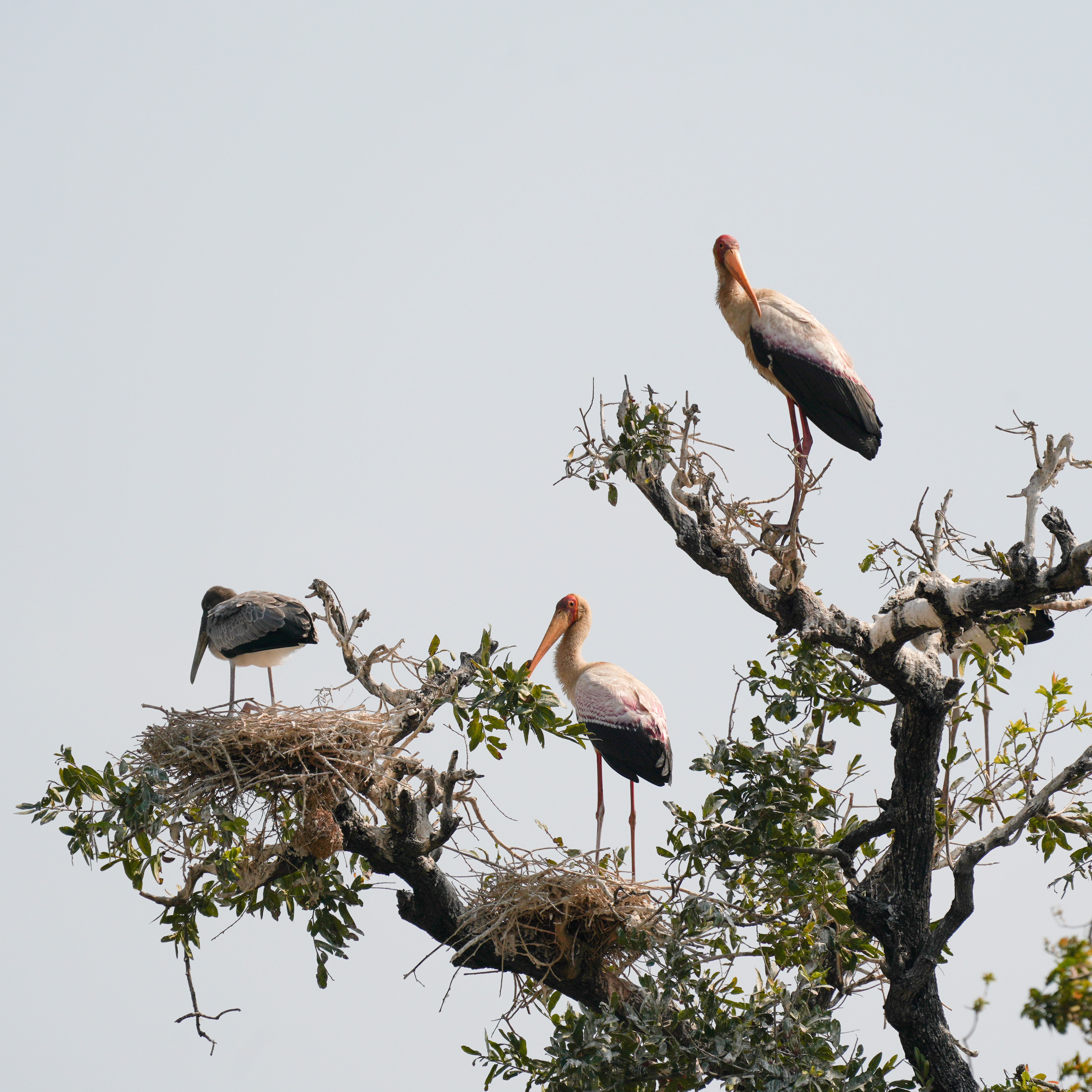
Brütende Nimmersatte, Sambia

Während der Kopulation tritt das Männchen von der Seite auf den Rücken des Weibchens, hakt seine Füße über ihre Schultern, streckt seine Flügel aus, um das Gleichgewicht zu halten, und beugt schließlich seine Beine, um sich für den Kloakenkontakt abzusenken, wie es bei den meisten Vögeln der Fall ist. Das Weibchen wiederum streckt seine Flügel fast horizontal aus. Der Vorgang wird vom Schnabelklappern des Männchens begleitet. Das Weibchen wiederum hält seinen Schnabel horizontal mit dem des Männchens oder in einem Winkel von etwa 45 Grad nach unten geneigt. Die durchschnittliche Kopulationszeit dieser Art wurde mit 15,7 Sekunden berechnet.

#### Brut und Jungtieraufzucht
Nimmersatte brüten kolonial, oft zusammen mit anderen Arten. Das Männchen und das Weibchen bauen das Nest gemeinsam entweder in hohen Bäumen auf dem Festland, fern von Raubtieren, oder in kleinen Bäumen über dem Wasser. Der Nestbau dauert bis zu 10 Tage. Das Nest kann einen Durchmesser von 80–100 cm und eine Dicke von 20–30 cm haben. Das Weibchen legt typischerweise 2–4 Eier. Die durchschnittliche Gelegegröße beträgt 2,5 Eier. Männchen und Weibchen teilen sich die Aufgabe, die Eier auszubrüten, was bis zu 30 Tage dauert. Wie bei vielen anderen Storchenarten erfolgt das Schlüpfen asynchron (normalerweise in Abständen von 1 bis 2 Tagen), so dass sich die Körpergröße der Jungen in der Brut zu jedem Zeitpunkt erheblich unterscheidet. Bei Nahrungsknappheit besteht die Gefahr, dass die kleineren Jungtiere von ihren größeren Geschwistern um Nahrung verdrängt werden.

Die Jungtiere werden von beiden Elternteilen bewacht und gefüttert, bis sie etwa 21 Tage alt sind. Danach suchen die Eltern zusätzlich nach Nahrung, um den hohen Bedarf der Jungen zu decken. Neben der Nahrungsaufnahme durch die Eltern durch Aufstoßen von Fischen wurde auch beobachtet, dass die Eltern Wasser in die offenen Schnäbel ihrer Jungtiere erbrechen, insbesondere an heißen Tagen. Dies kann die Jungtiere bei der für alle Störche typischen thermoregulatorischen Strategie unterstützen, als Reaktion auf heißes Wetter verdünnten Urin auf ihre Beine auszuscheiden. Darüber hinaus versuchen die Altvögel die Jungen kühl zu halten, indem sie sie mit ihren geöffneten Flügeln beschatten.

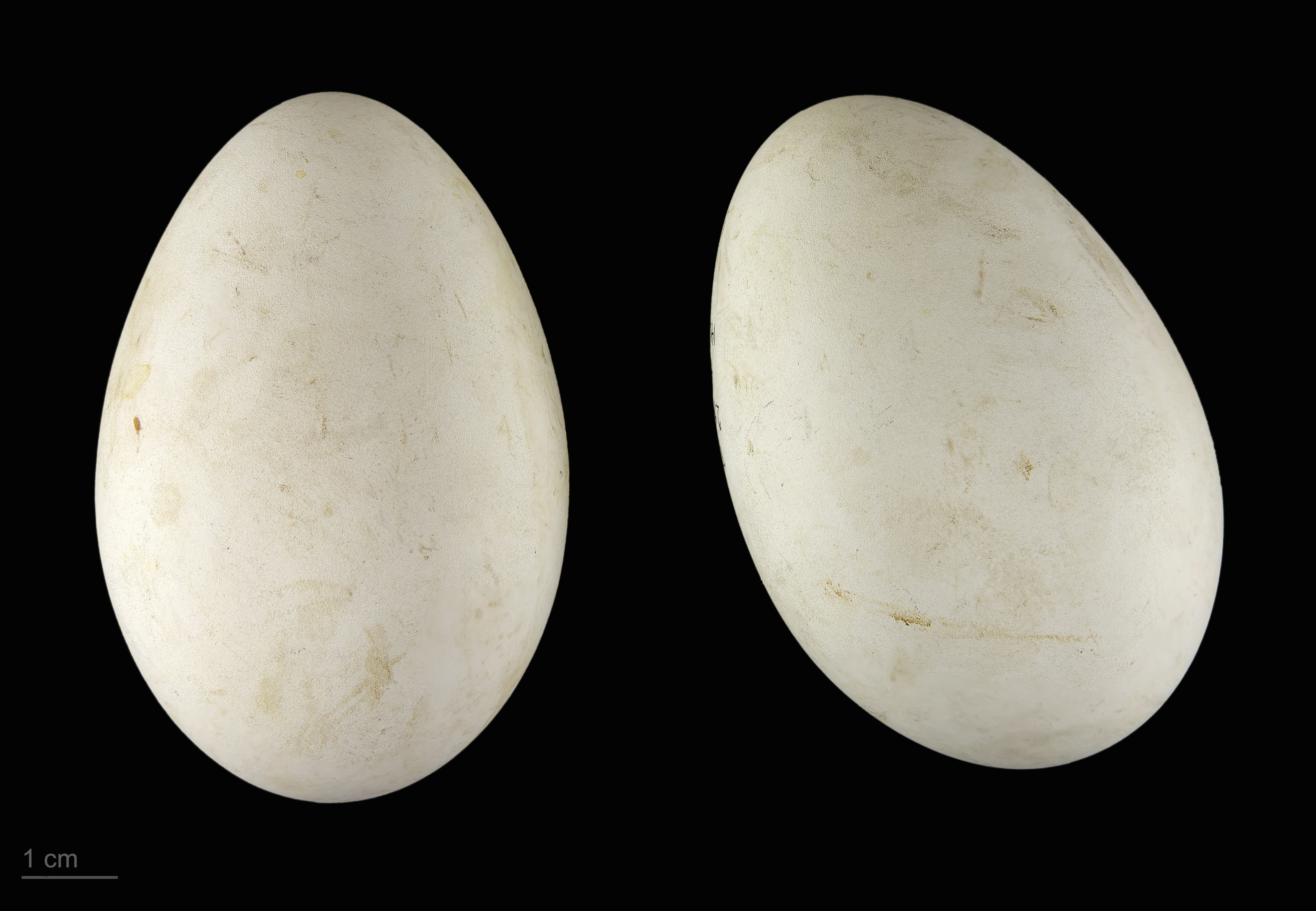
Eier des Nimmersatts

Die Nestlinge werden in der Regel nach 50–55 Tagen des Schlüpfens flügge und fliegen vom Nest weg. Nach dem ersten Verlassen des Nestes kehren die Nachkommen jedoch oft dorthin zurück, um von ihren Eltern gefüttert zu werden und noch ein bis drei Wochen bei ihnen zu bleiben. Man geht auch davon aus, dass Individuen erst im Alter von drei Jahren vollständig erwachsen sind, und sich erst deutlich später erstmalig fortpflanzen.
Es wurde auch beobachtet, dass sich Jungvögel in ihren Nahrungssuche- und Ernährungsstrategien nicht wesentlich von erwachsenen Tieren unterscheiden. In einer Untersuchung zeigten vier erwachsene, handaufgezogene Nimmersatte, die in Gefangenschaft gehalten wurden, kurz nachdem sie in Gewässer eingeführt wurden, typisches Tappen beim Fressen und Fußbewegungen. Dies deutet also darauf hin, dass derartige Jagdtechniken bei dieser Art angeboren sind.

## Systematik und Forschungsgeschichte

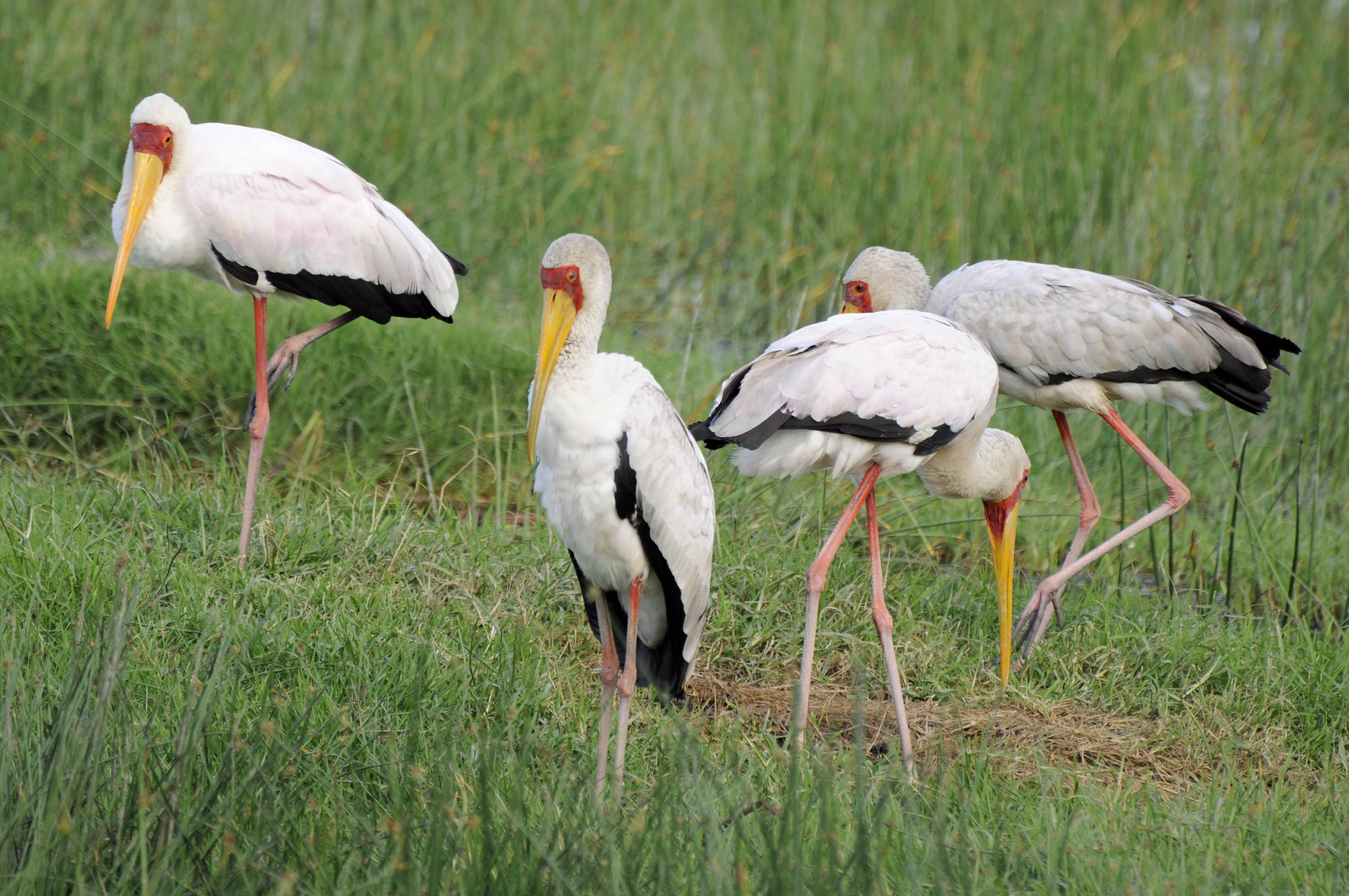
Nimmersatte im Lake Nakuru National Park, Kenya

Der Nimmersatt ist eng mit den drei anderen Arten der Gattung Nimmersatte (Mycteria) verwandt: dem Amerikanischen Waldstorch (Mycteria americana), dem Milchstorch (Mycteria cinerea) und dem Buntstorch (Mycteria leucocephala). Es wird zusammen mit diesen drei anderen Arten in eine Gattung gestellt, da sie alle bemerkenswerte Homologien in Verhalten und Morphologie aufweisen. In einer analytischen Studie zum Fress- und Balzverhalten schrieb M.P. Kahl allen Mitgliedern der Gattung Mycteria die gleiche allgemeine Ethologie zu, mit relativ wenigen artspezifischen Variationen.
Bevor die enge Verwandtschaft mit dem Amerikanischen Waldstorch festgestellt wurde, wurden Nimmersatt, Milchstorch und Buntstorch den Ibissen zugerechnet. Inzwischen gilt ihre Einordnung in die Familie der Störche als unumstritten.
Die Erstbeschreibung des Nimmersatt erfolgte 1766 durch Carl von Linné unter dem Namen Tantalus Ibis. Als Verbreitungsgebiet gab er pauschal Ägypten an. Bereits 1758 hatte er die neue Gattung Mycteria für den Waldstorch eingeführt. Dieses Wort leitet sich vom griechischen μυκτηρ, μυκτηρος, μυκτεριζω myktēr, myktēros, mykterizō für „Schnauze, Spitzel, die Nase hochziehen“ ab. Das Artepitheton »ibis« ist ebenfalls griechischen Ursprungs und steht für ιβις, ιβιδος ibis, ibidos für „Ibisse (Sichler, Pharaonenibis, Waldrapp)“.